# 烏獲
烏 獲（う かく、生没年不詳）は、中国戦国時代の秦の将軍。武王に仕えた。

## 経歴
任鄙や孟賁と並ぶ大力士として知られ、千鈞の物を持ち上げる力が有ったと言われる。
勇士を好む秦の武王に取り立てられ、彼らと共に大官に任じられた。
武王は紀元前307年8月に洛陽で孟賁と鼎を持ち上げる力比べをした際、脛骨を折り出血多量で亡くなったが、その際烏獲も鼎を持ち上げて両目から出血したと言う。孟賁は罪を問われ一族諸共死罪に処されたが、烏獲は80歳を越える年齢で亡くなったとされる。